# Liste der Planetarien in Deutschland

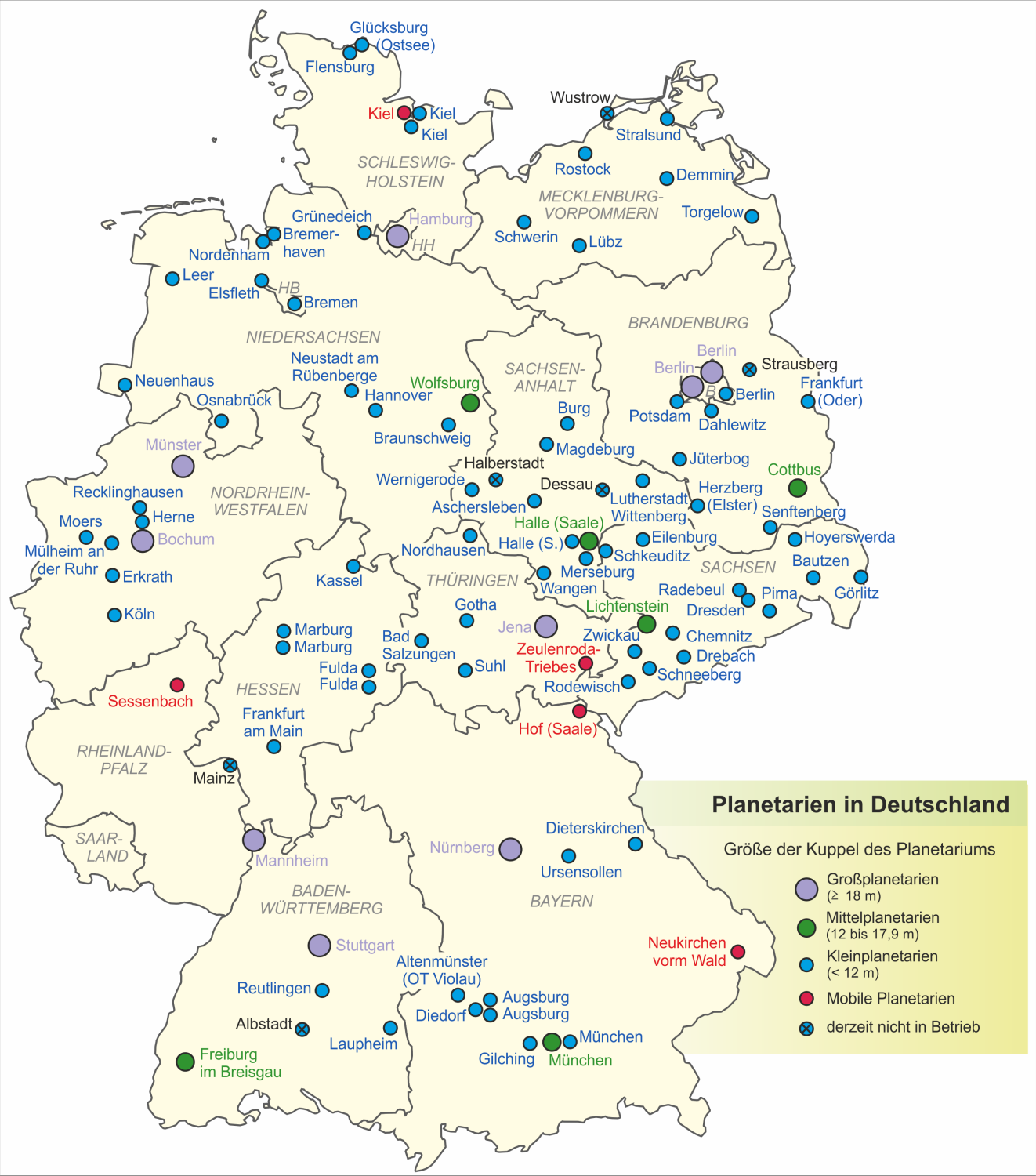
Planetarien in Deutschland nach Größe unterteilt

Die Liste der Planetarien in Deutschland führt alle Planetarien in Deutschland auf, die derzeit in Betrieb sind.
Zu den etwa 100 Planetarien werden jeweils (soweit bekannt) die Informationen Tag der Inbetriebnahme, Typ des Projektors, Größe der Kuppel und Anzahl und Anordnung der Plätze genannt. In einer weiteren Liste werden Planetarien genannt, die entweder zerstört oder bereits geschlossen wurden. Es werden aber auch neue Planetarien gebaut oder geplant, näheres dazu im Abschnitt Planetarien im Bau oder geplant.
In Deutschland existieren Planetarien mit sehr unterschiedlichen Größen von nur wenigen Plätzen bis zu 300 Sitzplätzen. Dementsprechend unterscheiden sich auch die Besucherzahlen, die bei den Großplanetarien mehrere Hunderttausend pro Jahr betragen können.

## Erklärung

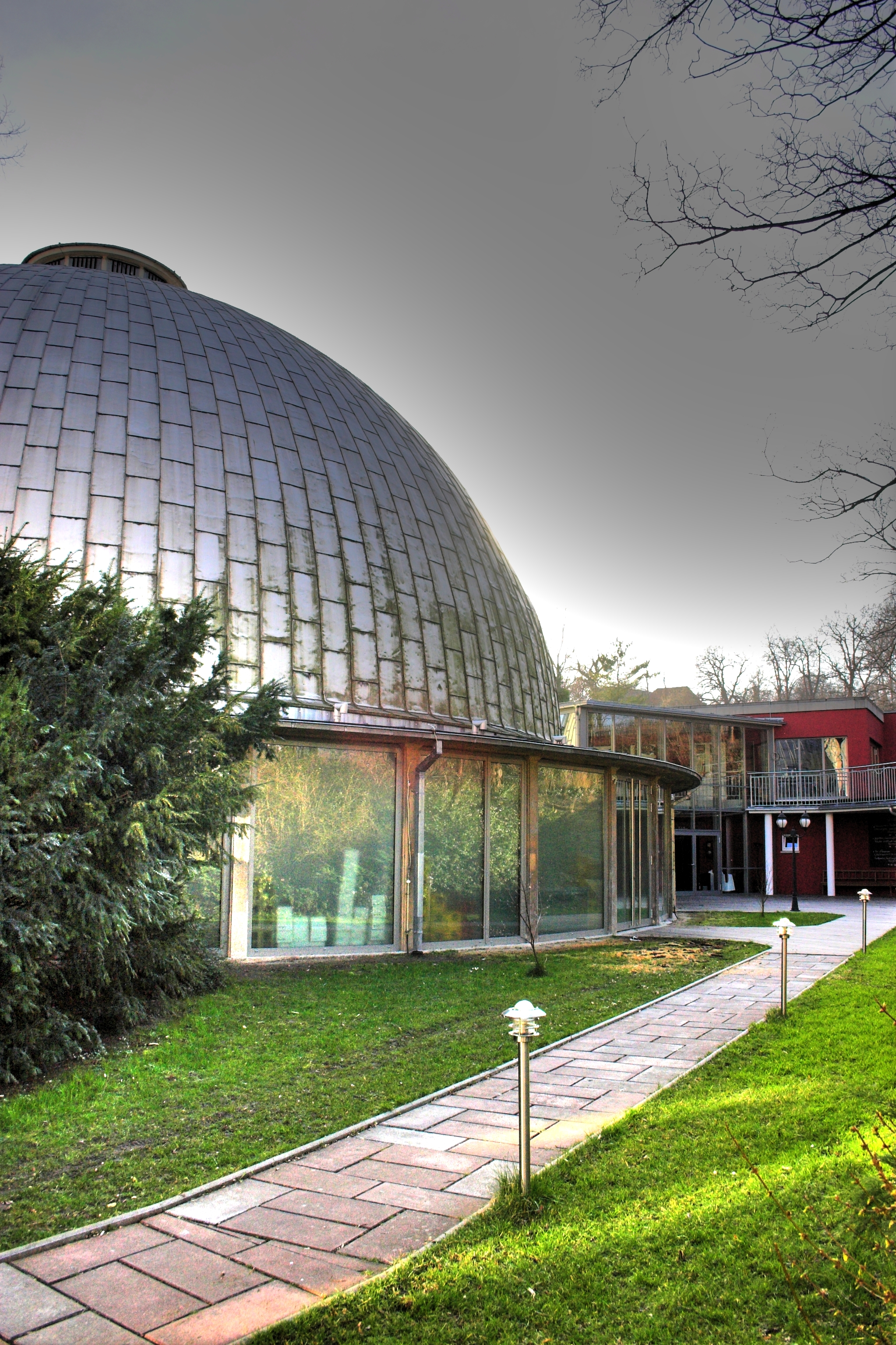
Zeiss-Planetarium Jena

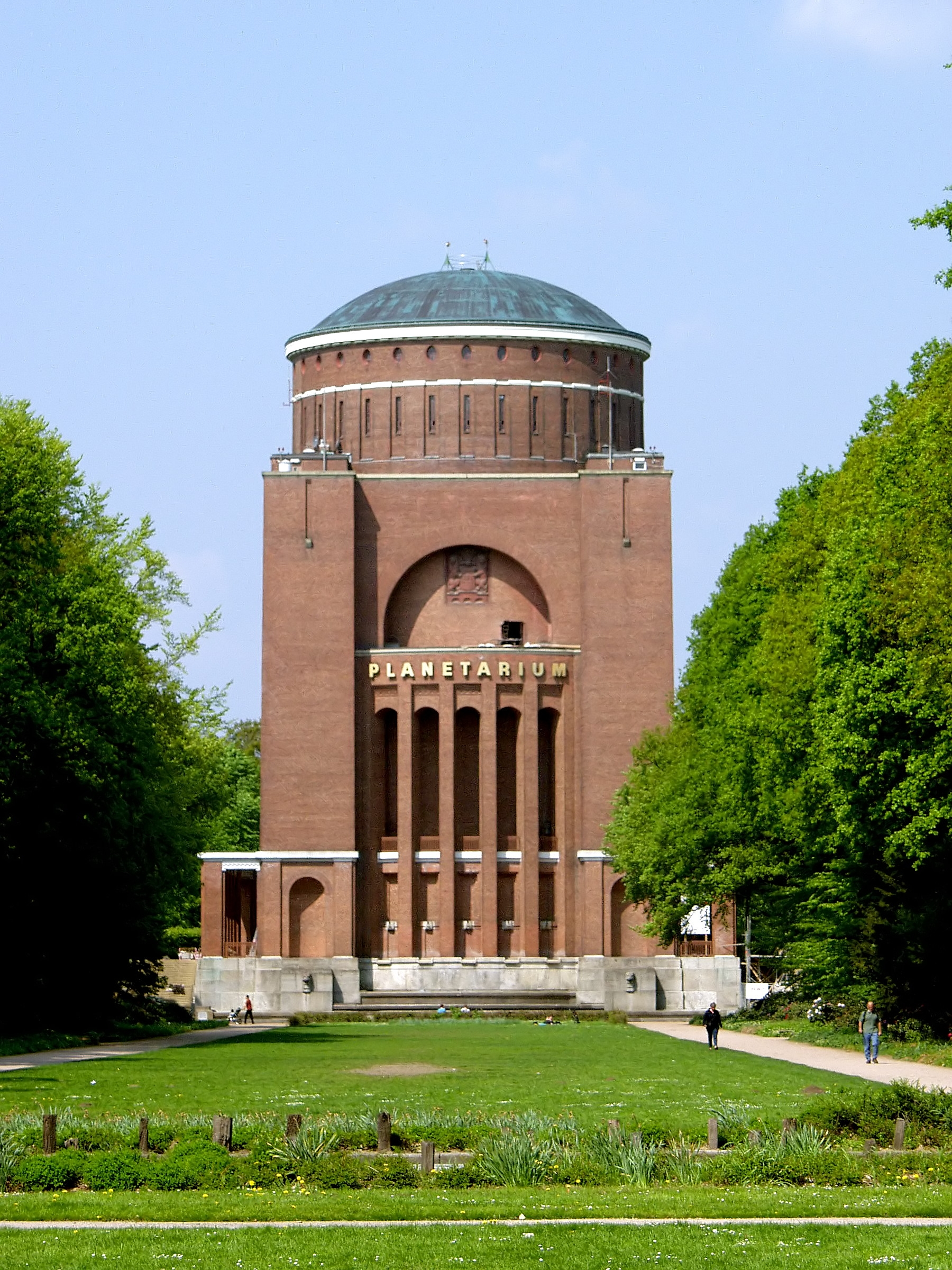
Planetarium Hamburg

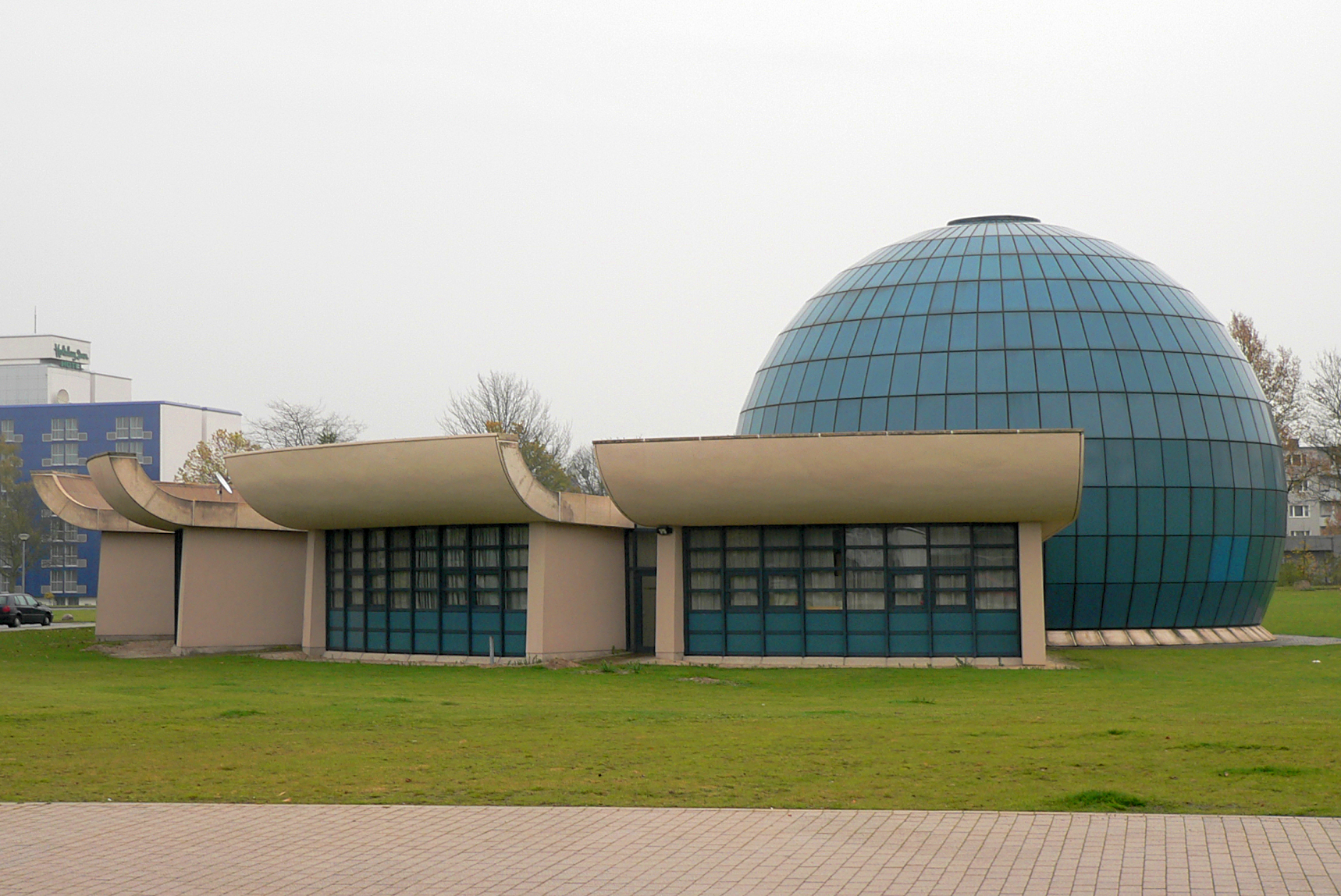
Planetarium Wolfsburg

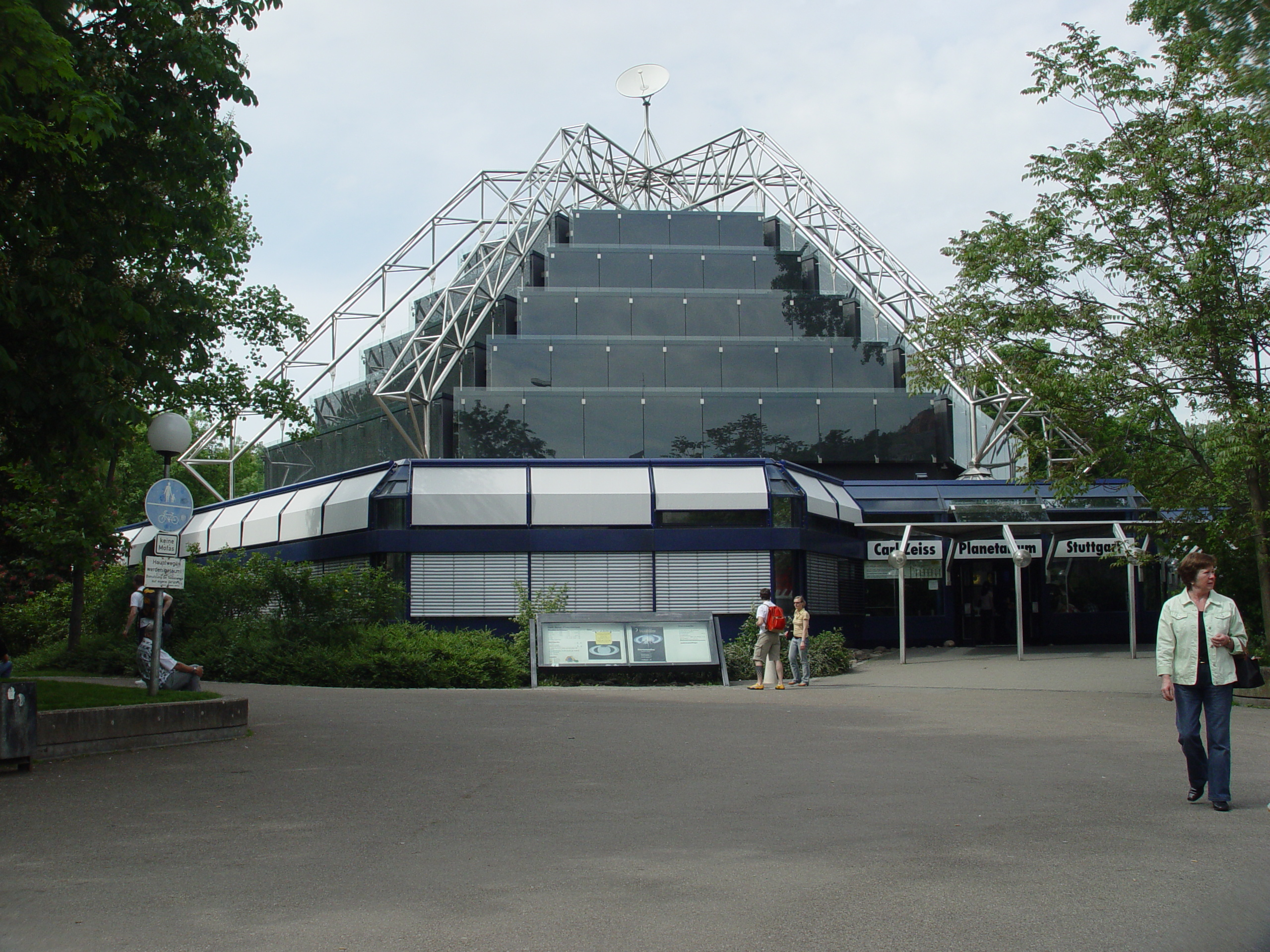
Carl-Zeiss-Planetarium in Stuttgart

- Standort: Ort, an dem sich das Planetarium befindet.
- Land: Bundesland, in dem sich das Planetarium befindet.
- Einrichtung: Name des Planetariums oder die Einrichtung, zu der es gehört. Das Planetarium kann eigenständig sein oder von einer Sternwarte, einer Schule, einem Museum oder einer anderen Einrichtung betrieben werden.[1]
- Eröffnung: Eröffnungsdatum des derzeitigen Planetariums. Befand sich an anderer Stelle der Einrichtung zuvor ein Planetarium, das stillgelegt oder umgezogen wurde, findet dies keine Berücksichtigung.
- Projektor-Typ: Gibt an, um welchen Projektor es sich handelt.
Projektoren für Planetarien werden von verschiedenen Unternehmen angeboten. Marktführer ist die Firma Zeiss, die 1923 den ersten Projektor der Welt anbot. Das Modell Universarium IX von Zeiss stellt das derzeit leistungsfähigste Planetariumsgerät der Welt dar, das für große Planetarien genutzt wird.[2] Weitere Projektoren werden von RSA Cosmos angeboten. Mit der Serie Cosmodyssée bietet dieser Hersteller mobile Geräte an, die meistens in aufblasbaren Zeltplanetarien Verwendung finden.[3] Ein weiterer Anbieter von Projektoren ist Goto, die Projektoren für Kuppelgrößen bis zu fünf Metern Durchmesser herstellen. Der Projektor von Starlab findet Verwendung in mobilen, aufblasbaren Kuppeln. Einzelne Planetarien verfügen über Projektoren, die in Eigenbau erstellt wurden oder andere Projektionsmöglichkeiten.
- Durchmesser (ø): Größe der Kuppel, an die die Sterne projiziert werden. Typische Größen, die aber nicht einheitlich definiert sind: Schulplanetarien mit Durchmessern bis fünf Meter, Kleinplanetarien mit fünf bis zwölf Metern, Mittelplanetarien mit zwölf bis 18 Metern und Großplanetarien mit mehr als 18 Metern.[4] Für mobile Planetarien mit  aufblasbarer ist der Durchmesser kursiv angegeben.
- Anzahl: Zahl der Sitzplätze (Angabe differiert in den Quellen). Abhängig von der Größe der Kuppel unterscheidet sich die Anzahl der Plätze: Schulplanetarien haben bis zu 30 Plätze, Kleinplanetarien 30 bis 100, Mittelplanetarien 100 bis 200 und Großplanetarien über 200 Plätze.[4]
- Anordnung: Verteilung der Plätze innerhalb des Planetariums: Sie sind teilweise dreh- oder schwenkbar, mitunter auch Liegeplätze. Die Plätze können – vorzugsweise bei unidirektionaler Anordnung – zudem noch eine Neigung aufweisen.
  - konzentrisch: Die Plätze sind halbkreisförmig um den zentral gelegenen Projektor angeordnet. Der Horizont wird durch den Kuppelrand dargestellt. Diese Anordnung der Plätze ist für astronomische Vorführungen am besten geeignet, da die Besucher jede Himmelsrichtung gleichmäßig überblicken können. Bei dieser Anordnung wird eine 360°-Projektion voll ausgenutzt.[5]
  - unidirektional: Der Sternenprojektor befindet sich ebenfalls in der Kuppelmitte. Die Plätze sind allerdings in Kreisbögen um einen Mittelpunkt angeordnet, der sich außerhalb der Raummitte befindet. Diese Ausrichtung der Sitzplätze ergibt eine Vorzugsrichtung, in der sich das Hauptgeschehen abspielt. Bei dieser Anordnung haben beinahe alle Plätze die gleiche Sichtbedingung.[5]

## Besucherzahlen

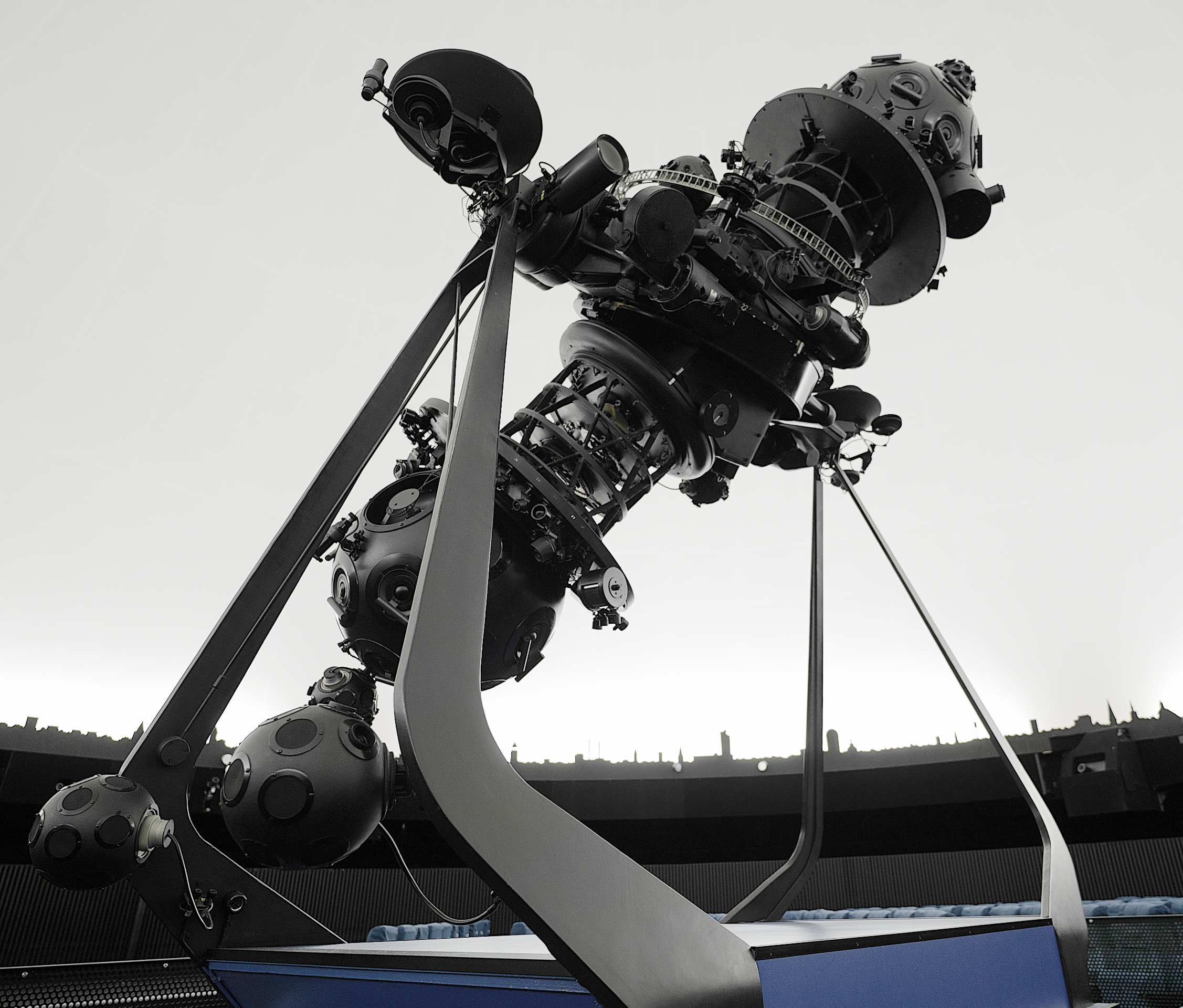
Zeiss-Planetariumsprojektor Modell V von 1965

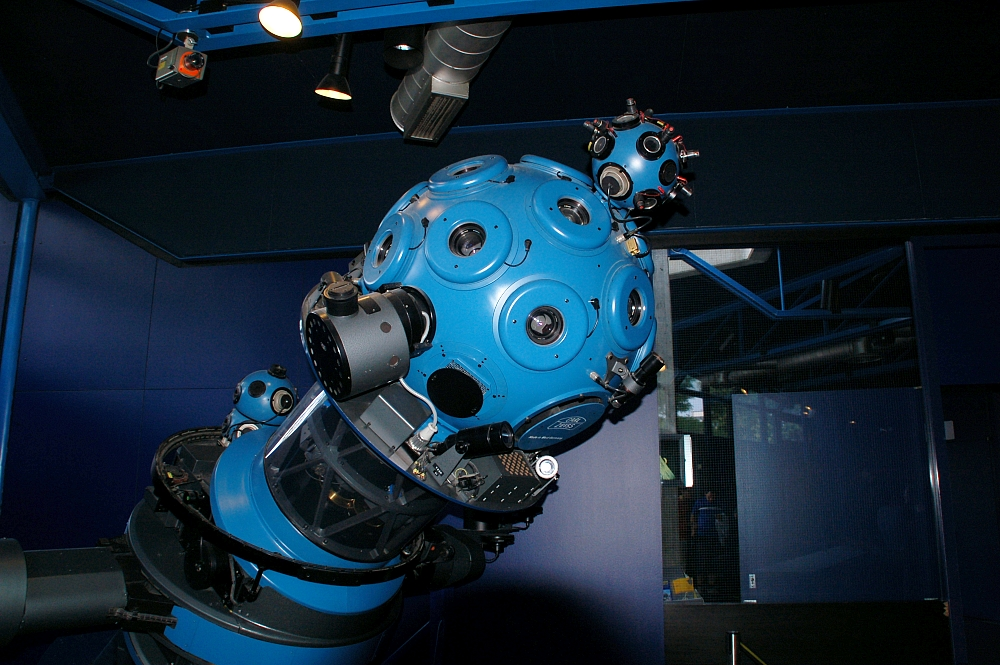
Projektor Zeiss Modell VI von 1968

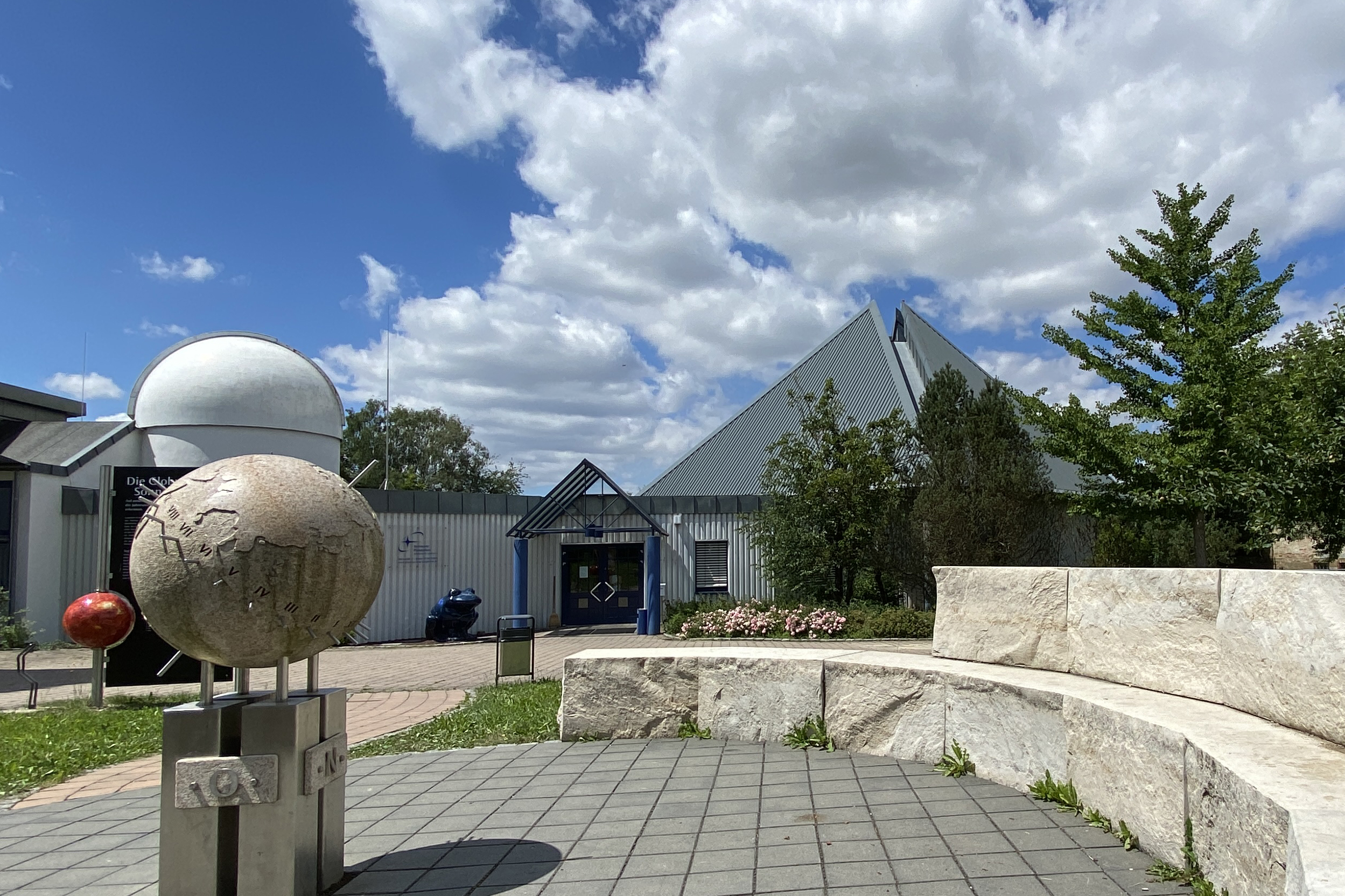
Planetarium Laupheim mit Globus-Sonnenuhr im Vordergrund

Die jährlichen Besucherzahlen bei Großplanetarien – Planetarien mit einem Kuppeldurchmesser von 18 Metern oder mehr – können bei über 100.000 liegen. Die Besucherzahlen bei den mittleren Planetarien liegen größtenteils zwischen 20.000 und 100.000, wohingegen die kleineren Planetarien nicht über 20.000 Besucher im Jahr kommen und teilweise nur unregelmäßige Vorführungen durchführen.
| Stadt     | Name                                             | Besucher       |
| --------- | ------------------------------------------------ | -------------- |
| Berlin    | Planetarium am Insulaner                         | 67.271 (2022)  |
| Berlin    | Zeiss-Großplanetarium                            | 357.060 (2024) |
| Bochum    | Planetarium Bochum                               | 353.175 (2024) |
| Hamburg   | Planetarium Hamburg                              | 319.000 (2023) |
| Heilbronn | Science Dome der Experimenta Heilbronn           | 114.000 (2023) |
| Jena      | Zeiss-Planetarium                                | 176.000 (2023) |
| Mannheim  | Planetarium Mannheim                             | 149.000 (2023) |
| Münster   | Planetarium Münster im LWL-Museum für Naturkunde | 200.000 (2023) |
| Nürnberg  | Nicolaus-Copernicus-Planetarium                  | 78.000 (2017)  |
| Stuttgart | Carl-Zeiss-Planetarium Stuttgart                 | 154.000 (2023) |

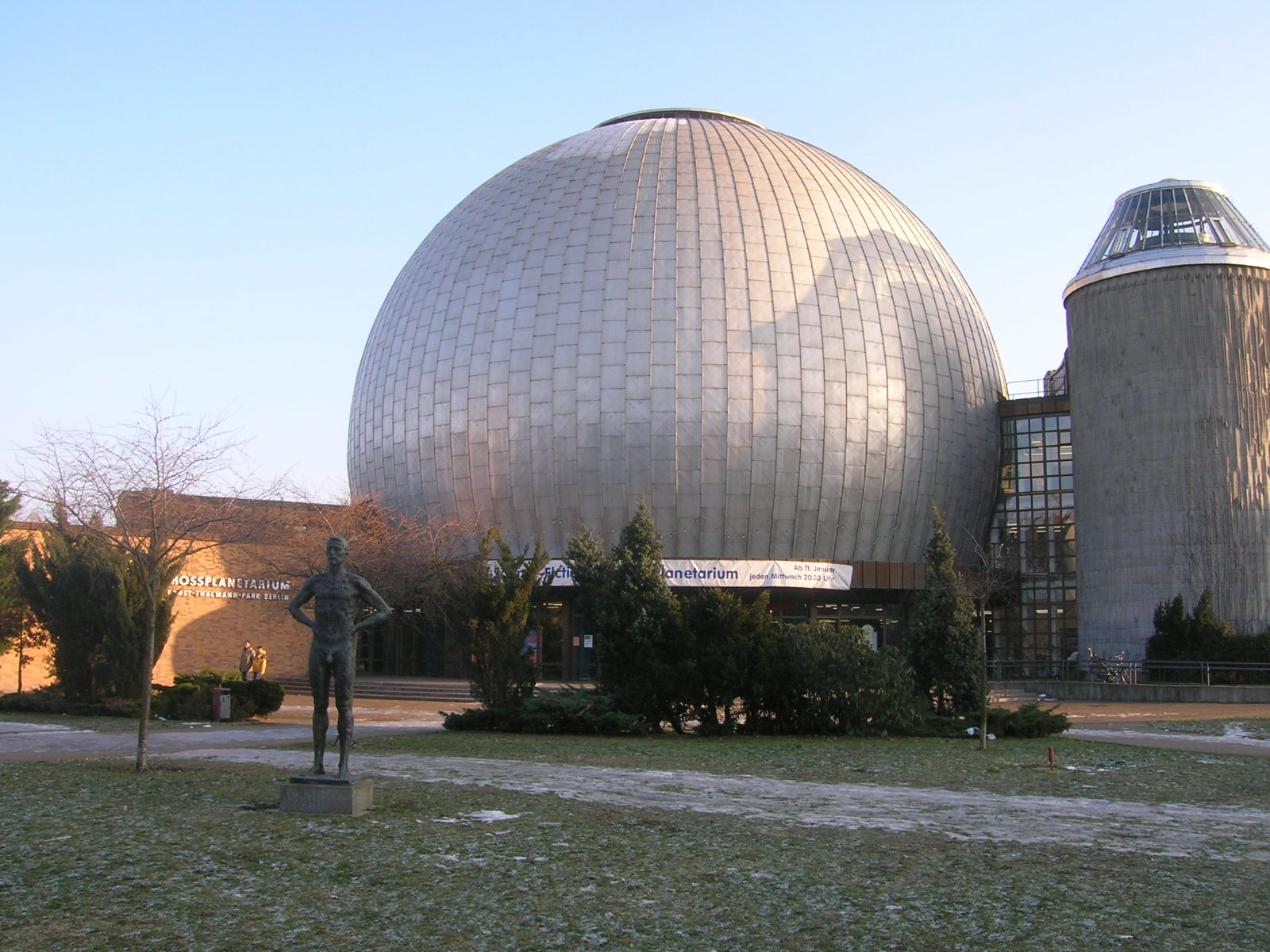
Zeiss-Großplanetarium Berlin
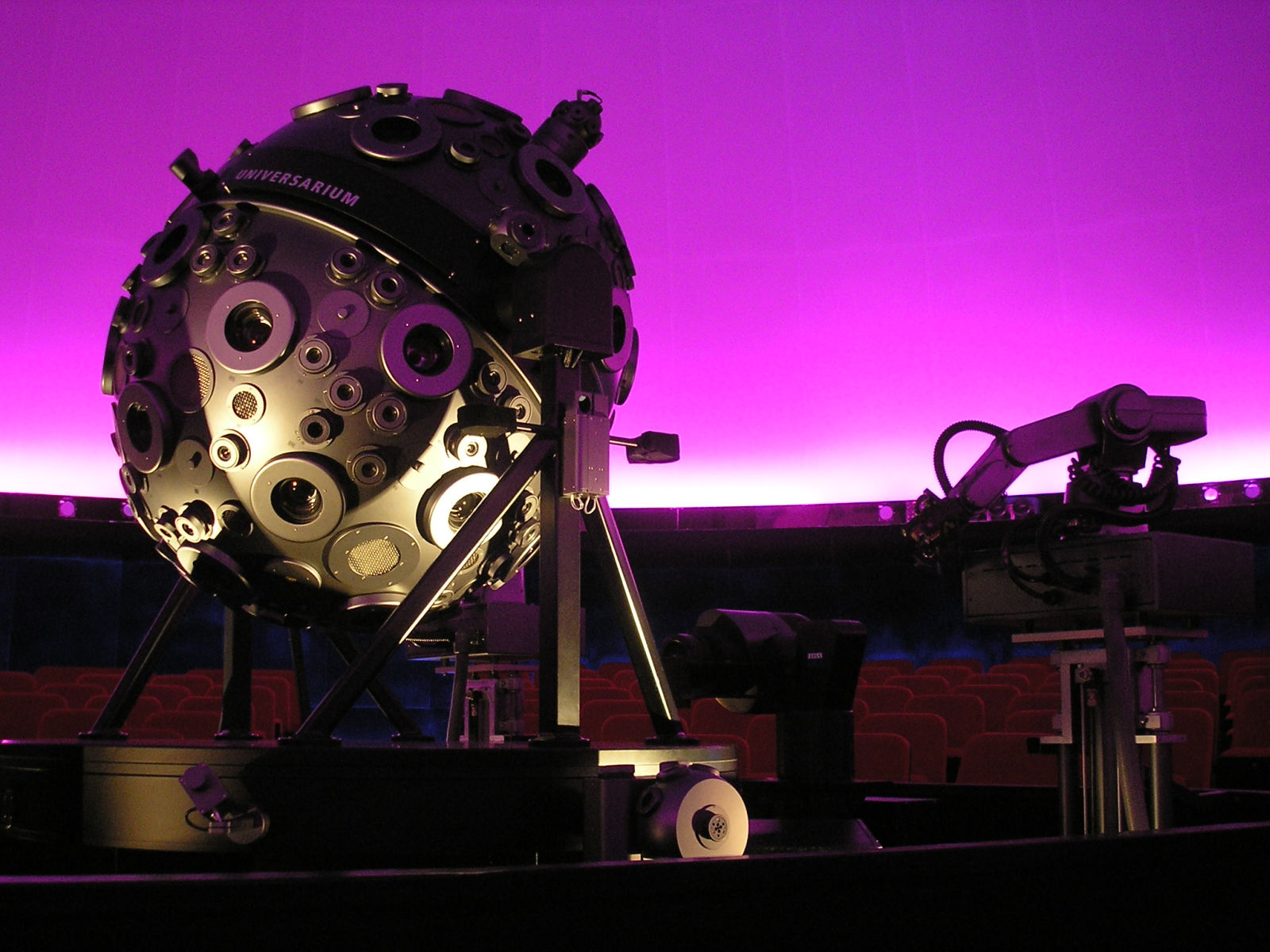
Universarium IX im Planetarium Hamburg
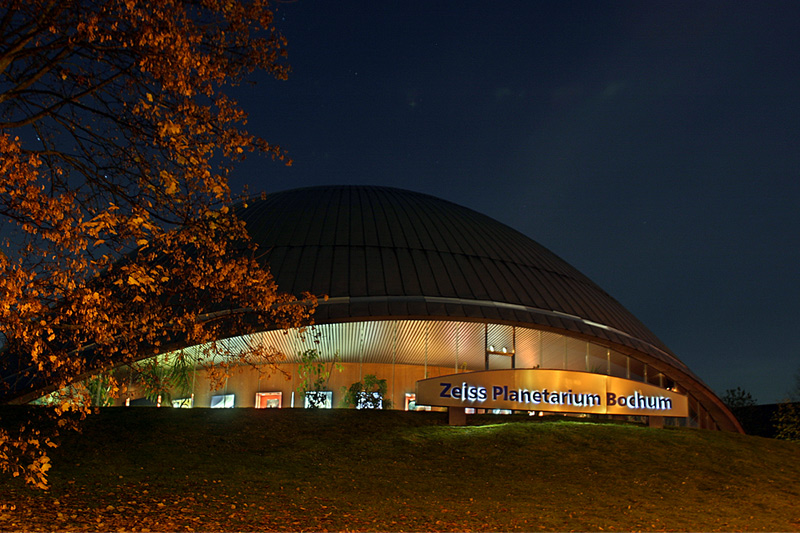
Planetarium Bochum
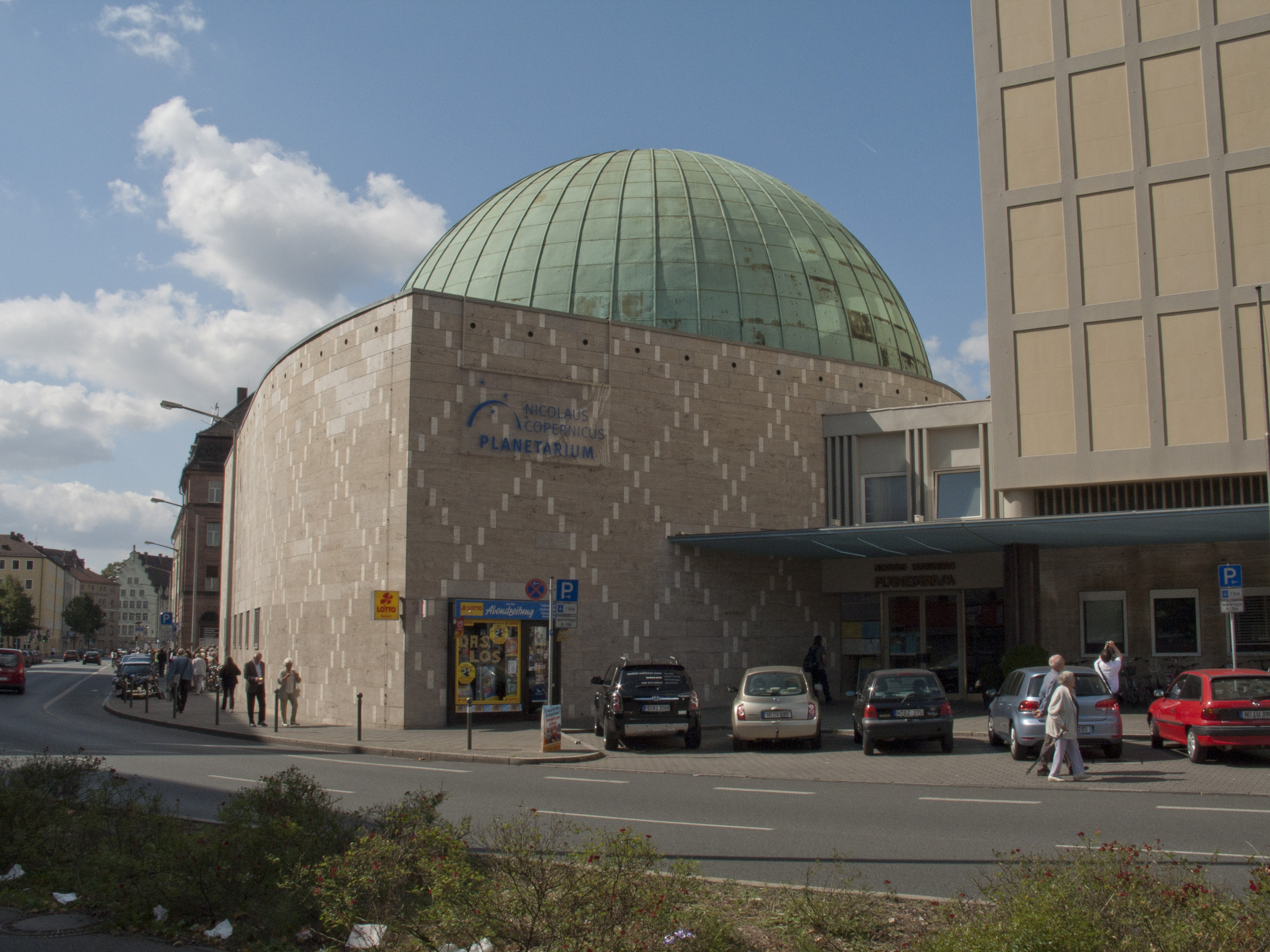
Nicolaus-Copernicus-Planetarium in Nürnberg
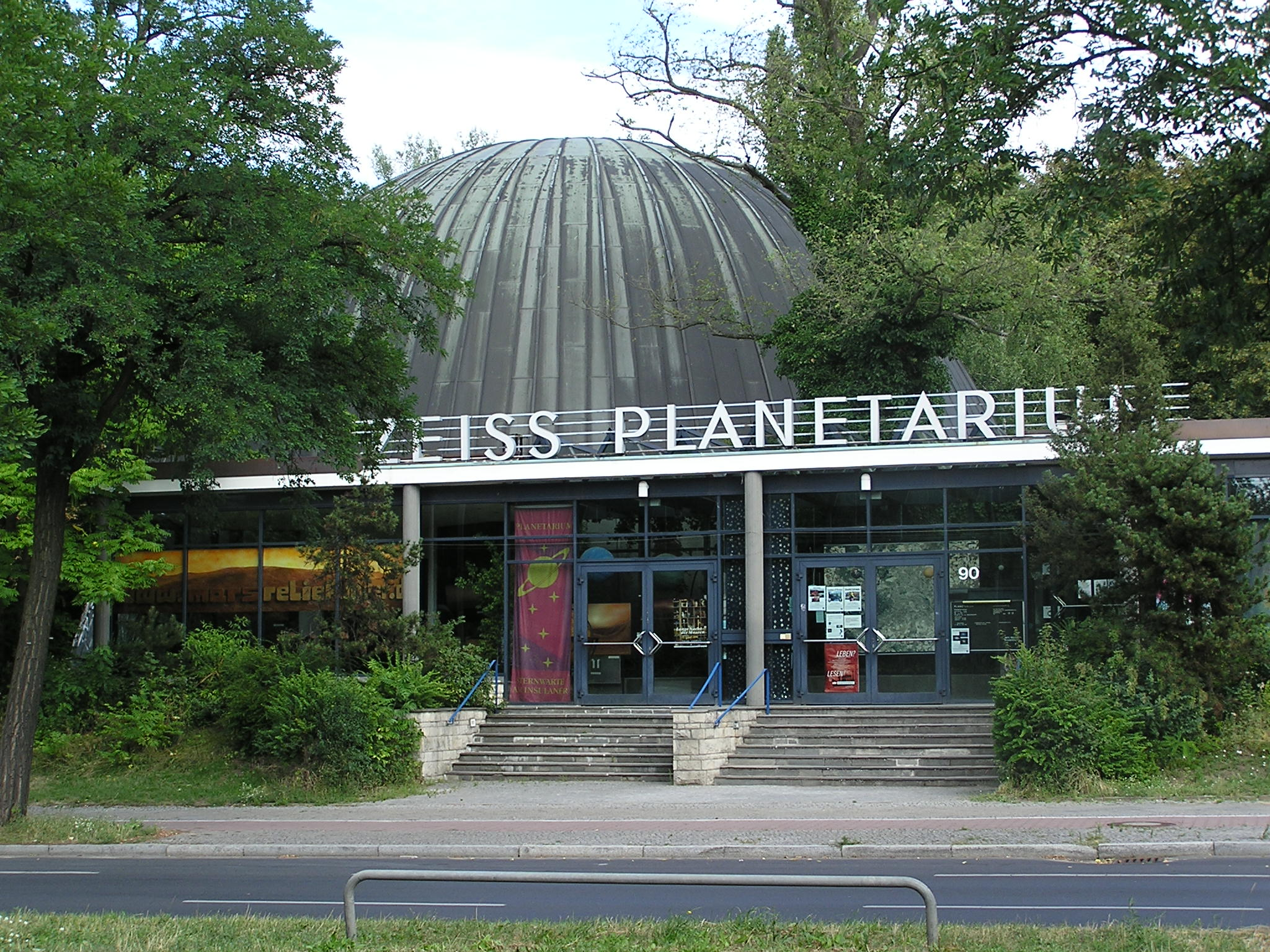
Planetarium am Insulaner in Berlin
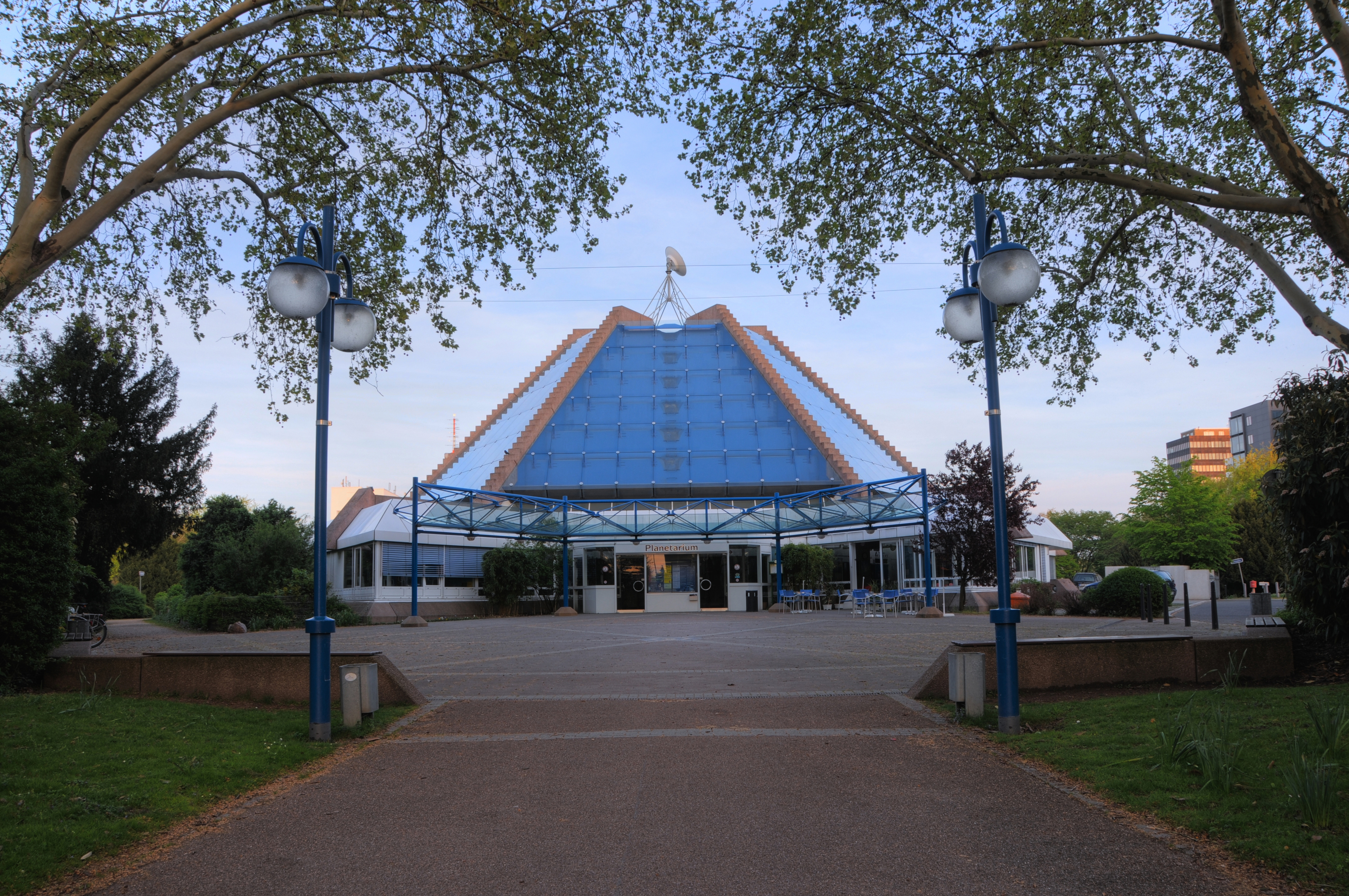
Planetarium Mannheim
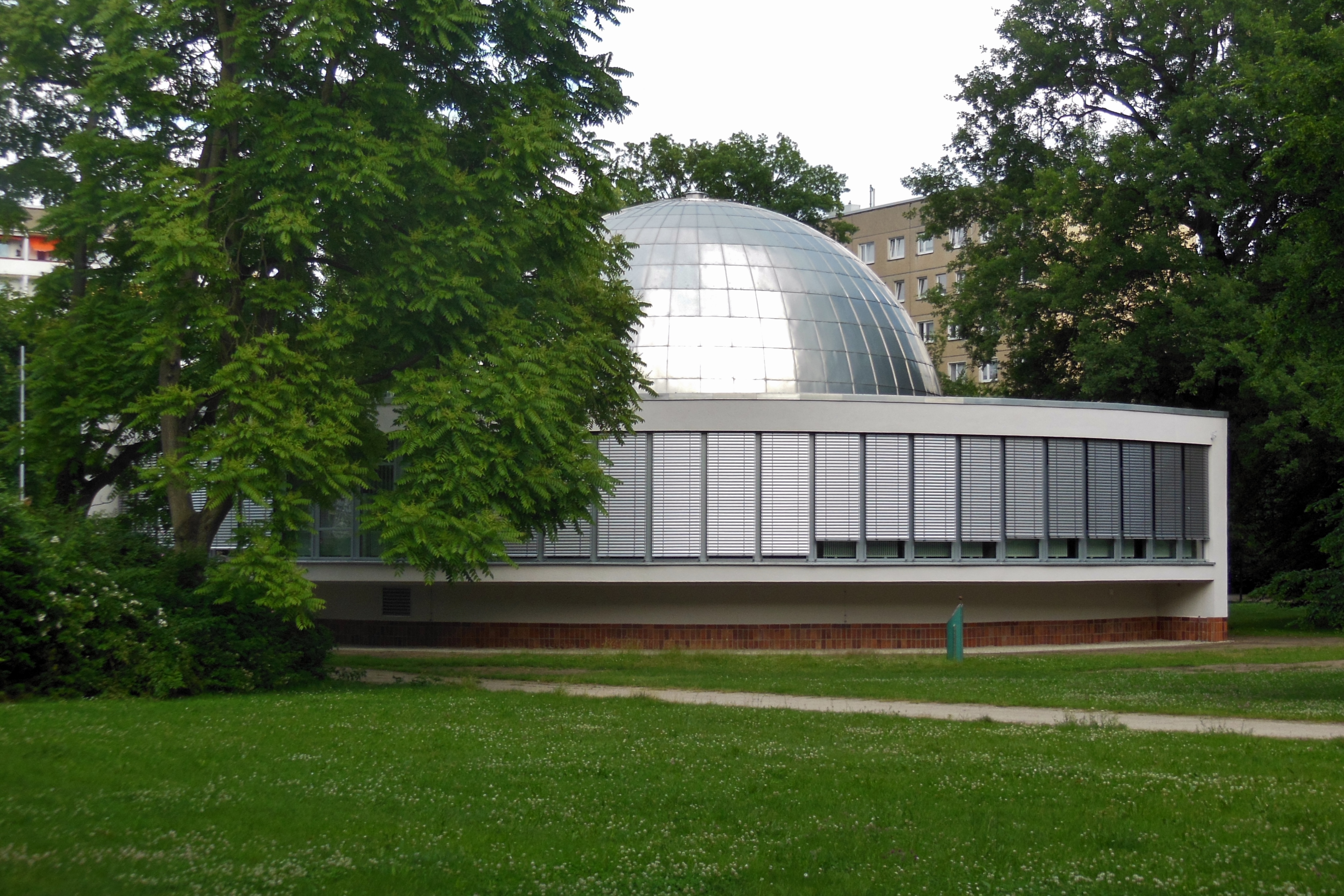
Raumflugplanetarium „Juri Gagarin“ Cottbus

## Planetarien
Die folgende Liste enthält alle zurzeit in Deutschland betriebsbereiten und öffentlich zugänglichen Planetarien.
| Standort                       | Land | Einrichtung                                                   | Eröffnung     | Projektor-Typ                                        | Kuppel               | Sitze | Anordnung      | Besucher       |
| ------------------------------ | ---- | ------------------------------------------------------------- | ------------- | ---------------------------------------------------- | -------------------- | ----- | -------------- | -------------- |
| Aschersleben                   | ST   | Zoo Aschersleben                                              | 1. Okt. 1976  | Zeiss ZKP 1                                          | 8 m                  | 70    | konzentrisch   | 6.000 (2017)   |
| Augsburg                       | BY   | Sparkassen-Planetarium Augsburg                               | 22. Feb. 1989 | Sky-Skan DigitalSky                                  | 10 m                 | 70    | unidirektional | 40.000 (2018)  |
| Bad Salzungen                  | TH   | Planetarium Bad Salzungen                                     | 4. Okt. 1984  | Zeiss ZKP 1                                          | 8 m                  | 60    | konzentrisch   | 15.000         |
| Bad Sooden-Allendorf           | HE   | Schulplanetarium (mobil)                                      | 2011          | Fulldomedia                                          | 8,0 m                | 60    | variabel       |                |
| Bad Tölz                       | BY   | Planetarium Bad Tölz                                          | 2014          | Zeiss ZKP 2                                          | 6 m                  | 35    | konzentrisch   | 900 (2018)     |
| Bautzen                        | SN   | Sternwarte Bautzen                                            | 1. Jan. 1982  | Zeiss ZKP 1                                          | 6 m                  | 40    | konzentrisch   | 3.600 (2019)   |
| Bentzin (mobil)                | MV   | Mobiles Planetarium – eduDome                                 | 1. Aug. 2020  | Fulldome-Eigenbau                                    | 5 m                  | 20    | variabel       |                |
| Berlin                         | BE   | Archenhold-Sternwarte                                         | 26. Mai 1959  | Zeiss ZKP 2                                          | 8 m                  | 38    | konzentrisch   | 37.816 (2024)  |
| Berlin                         | BE   | Planetarium am Insulaner                                      | 18. Juni 1965 | Zeiss Modell Vb / E&S Digistar / Zeiss Uniview       | 20 m                 | 291   | unidirektional | 67.000 (2022)  |
| Berlin                         | BE   | Zeiss-Großplanetarium                                         | 9. Okt. 1987  | Zeiss Universarium IX / E&S Digistar                 | 23 m                 | 307   | unidirektional | 357.060 (2024) |
| Berlin (mobil)                 | BE   | INTENSE - Das mobile Wissenschaftstheater                     | 2017          | E&S Digistar                                         | 8 m                  | 30    | variabel       |                |
| Blankenfelde-Mahlow            | BB   | Schul- und Volkssternwarte Dahlewitz                          | 24. Apr. 2007 | Zeiss ZKP 1                                          | 6 m                  | 20    | unidirektional |                |
| Bochum                         | NW   | Planetarium Bochum                                            | 6. Nov. 1964  | Zeiss Universarium IX / Zeiss Uniview                | 20 m                 | 260   | unidirektional | 342.000 (2023) |
| Bremen                         | HB   | Olbers-Planetarium                                            | 23. Jan. 1952 | Zeiss Powerdome/Uniview E&S Digistar                 | 6 m                  | 35    | konzentrisch   | 30.000 (2024)  |
| Bremerhaven                    | HB   | Planetarium im Alfred-Wegener-Institut                        | 12. Apr. 1961 | Zeiss ZKP 1                                          | 6 m                  | 30    | konzentrisch   |                |
| Bremerhaven (mobil)            | HB   | Phänomenta Bremerhaven                                        | 2011          | RSA Cosmos Cosmodyssée                               | 5 m                  | 20    | variabel       |                |
| Burg                           | ST   | Planetarium Burg                                              | 2. Okt. 1974  | Zeiss ZKP 1                                          | 6 m                  | 30    | konzentrisch   |                |
| Chemnitz                       | SN   | Schulplanetarium Chemnitz in der Albert-Schweitzer-Oberschule | 8. Sep. 1981  | Zeiss ZKP 2 / Fulldome-Eigenbau                      | 6 m                  | 34    | konzentrisch   |                |
| Cottbus                        | BB   | Raumflugplanetarium „Juri Gagarin“                            | 26. Apr. 1974 | Goto Chronos II / RSA Cosmos InSpace                 | 12,5 m               | 91    | unidirektional | 20.000 (2016)  |
| Demmin                         | MV   | Planetarium Demmin                                            | 20. Mai 1981  | Zeiss ZKP 2 / Fulldome-Eigenbau                      | 6 m                  | 35    | konzentrisch   |                |
| Dessau-Roßlau                  | ST   | Astronomische Station „Samuel Heinrich Schwabe“               | 12. Apr. 1967 | Zeiss ZKP 2P / Sureyyasoft                           | 8 m                  | 42    | konzentrisch   |                |
| Diedorf                        | BY   | Sternwarte Diedorf                                            | 1982          | Eigenbau optomechanisch (LEDs an der Kuppel)         | 8 m                  | 50    | konzentrisch   | 2.000 (2015)   |
| Dieterskirchen                 | BY   | Volkssternwarte mit Planetarium Dieterskirchen                | 26. Juli 2014 | Astrogeräte Berger Polaris MK1 / Sky-Skan DigitalSky | 6 m                  | 25    | konzentrisch   | 3.000 (2019)   |
| Drebach                        | SN   | Volkssternwarte und Zeiss-Planetarium Drebach                 | 1. Juni 1986  | Zeiss ZKP 3 / Zeiss Uniview                          | 11 m                 | 70    | konzentrisch   | 20.000         |
| Dresden                        | SN   | Palitzsch-Museum                                              | 8. Mai 2014   | Fulldomedia                                          | 3,5 m                | 15    | variabel       |                |
| Ebermannstadt                  | BY   | Sternwarte Feuerstein mit Digital-Planetarium                 | 1. Juli 2023  | DigitalSky / FullDome                                | 10mx5m               | 20    | variabel       |                |
| Eilenburg                      | SN   | Sternwarte Eilenburg                                          | 21. Okt. 1965 | Zeiss ZKP 1                                          | 6 m                  | 35    | konzentrisch   |                |
| Erkrath                        | NW   | Stellarium Erkrath                                            | 1. Aug. 1980  | Sky-Skan DigitalSky                                  | 10 m (10° geneigt)   | 62    | unidirektional | 23.000 (2018)  |
| Frankfurt (Oder)               | BB   | Planetarium Frankfurt                                         | 28. Juni 1978 | Zeiss ZKP 2 / Vioso Domemaster                       | 8 m                  | 38    | konzentrisch   |                |
| Freiburg                       | BW   | Planetarium Freiburg                                          | 3. Dez. 2002  | Zeiss Starmaster ZMP / Sky-Skan DigitalSky           | 13 m                 | 140   | konzentrisch   | 47.000 (2016)  |
| Fulda                          | HE   | Hans-Nüchter-Sternwarte                                       | 11. Okt. 1988 | Fulldome-Eigenbau (Stellarium)                       | 4 m                  | 25    | konzentrisch   |                |
| Fulda                          | HE   | Vonderau Museum                                               | 17. Mai 1990  | Sky-Skan DigitalSky                                  | 6 m                  | 34    | konzentrisch   | 23.000 (2024)  |
| Garching bei München           | BY   | ESO Supernova Planetarium & Besucherzentrum                   | Apr. 2018     | E&S Digistar / Zeiss Uniview                         | 14 m (25° geneigt)   | 109   | unidirektional |                |
| Garching bei München (mobil)   | BY   | Max-Planck-Institut für Astrophysik                           | 2011          | Digitalis Digitarium Gamma Portable                  | 5 m                  | 25    | variabel       |                |
| Gera                           | TH   | Astronomisches Zentrum Gera                                   | 2017          | Vioso Fulldome 2k / Sureyyasoft / OpenSpace          | 4 m                  | 27    | konzentrisch   | 2.500 (2023)   |
| Glücksburg                     | SH   | Menke-Planetarium Glücksburg                                  | 1969          | E&S Digistar                                         | 6 m                  | 50    | konzentrisch   | 8.000 (2016)   |
| Görlitz                        | SN   | Scultetus-Sternwarte                                          | 2. Sep. 1989  | Zeiss ZKP 1                                          | 8 m                  | 80    | konzentrisch   | 5.000 (2018)   |
| Gotha                          | TH   | Kooperative Gesamtschule Gotha                                | 24. Okt. 1989 | Eigenbau optomechanisch                              | 4,8 m                | 14    | konzentrisch   | 2.500 (2018)   |
| Griesheim (mobil)              | HE   | Lernarium                                                     | 2017          | Fulldome-Eigenbau (Stellarium)                       | 6 m                  | 30    | variabel       |                |
| Grünendeich                    | NI   | Haus der Maritimen Landschaft Unterelbe                       | 1958          | Zeiss ZKP 2                                          | 6,3 m                | 30    | konzentrisch   |                |
| Halle (Saale)                  | ST   | Astronomische Station Johannes Kepler Kanena                  | 6. Okt. 1963  | Zeiss ZKP 1                                          | 8 m                  | 50    | konzentrisch   |                |
| Halle (Saale)                  | ST   | Planetarium Halle                                             | 30. März 2023 | Zeiss ZKP 4 / E&S Digistar                           | 12 m                 | 110   | konzentrisch   |                |
| Hamburg                        | HH   | Planetarium Hamburg                                           | 22. Apr. 1930 | Zeiss Universarium IX / E&S Digistar                 | 20,6 m               | 254   | konzentrisch   | 319.000 (2023) |
| Heidelberg                     | BW   | Haus der Astronomie                                           | 16. Dez. 2011 | Zeiss Uniview                                        | 12,2 m (20° geneigt) | 101   | unidirektional |                |
| Heilbronn                      | BW   | experimenta Heilbronn                                         | 31. März 2019 | Zeiss Universarium IX / E&S Digistar / Zeiss Uniview | 21,5 m (20° geneigt) | 150   | unidirektional | 114.000 (2023) |
| Herne                          | NW   | Sternwarte Herne                                              | 22. Sep. 1991 | Fulldome-Eigenbau (Stellarium)                       | 4,5 m                | 22    | konzentrisch   |                |
| Herzberg                       | BB   | Planetarium Herzberg                                          | 17. Dez. 1965 | Zeiss ZKP 2                                          | 8 m                  | 50    | konzentrisch   | 4.000 (2013)   |
| Hoyerswerda                    | SN   | Planetarium Hoyerswerda                                       | 7. Okt. 1969  | Zeiss ZKP 1                                          | 8 m                  | 60    | konzentrisch   |                |
| Jena                           | TH   | Zeiss-Planetarium Jena                                        | 18. Juli 1926 | Zeiss Universarium VIII / Zeiss Uniview              | 23 m                 | 261   | unidirektional | 176.000 (2023) |
| Kassel                         | HE   | Planetarium Kassel                                            | 30. Apr. 1992 | Zeiss ZKP 4 / Zeiss Uniview                          | 10 m                 | 60    | konzentrisch   | 40.000 (2019)  |
| Kiel                           | SH   | Mediendom                                                     | 17. Sep. 2003 | E&S Digistar                                         | 9 m                  | 64    | konzentrisch   | 42.000 (2011)  |
| Kronshagen                     | SH   | Sternwarte Kronshagen                                         | 8. März 1984  | Goto EX 3                                            | 3 m                  | 15    | konzentrisch   |                |
| Köln                           | NW   | Planetarium Köln                                              | 1. Dez. 1965  | Zeiss ZKP 1 / Sureyyasoft                            | 6 m                  | 30    | konzentrisch   |                |
| Laupheim                       | BW   | Planetarium Laupheim                                          | 15. Mai 1990  | Zeiss ZKP 4 / Zeiss Uniview                          | 10 m                 | 62    | unidirektional | 40.000         |
| Lichtenstein                   | SN   | Minikosmos Lichtenstein                                       | 26. Jan. 2007 | Zeiss ZKP 4 / Zeiss Uniview                          | 12,2 m               | 74    | konzentrisch   |                |
| Lübz                           | MV   | Planetarium Lübz                                              | 31. Mai 1980  | Zeiss ZKP 1                                          | 8 m                  | 50    | konzentrisch   |                |
| Mannheim                       | BW   | Planetarium Mannheim                                          | 2. Dez. 1984  | Zeiss Universarium IX / Zeiss Uniview                | 20 m                 | 220   | konzentrisch   | 149.000 (2023) |
| Merseburg                      | ST   | Planetarium Merseburg                                         | 7. Okt. 1969  | Zeiss ZKP 1 / Vioso Fulldome 2k                      | 8 m                  | 50    | unidirektional | 7.000 (2017)   |
| München                        | BY   | Bayerische Volkssternwarte München                            | 31. Mai 1972  | Zeiss ZKP 1                                          | 4,3 m                | 32    | konzentrisch   |                |
| München                        | BY   | Planetarium im Deutschen Museum                               | 7. Mai 1925   | Zeiss ZKP 4 / Zeiss Uniview                          | 15 m                 | 160   | konzentrisch   |                |
| Münster                        | NW   | LWL-Museum für Naturkunde                                     | 13. Nov. 1981 | Goto Orpheus / E&S Digistar                          | 20 m                 | 225   | unidirektional | 200.000 (2023) |
| Nebra                          | ST   | Arche Nebra                                                   | 20. Juni 2007 | Sky-Skan DigitalSky                                  | 7 m (28° geneigt)    | 42    | unidirektional | 61.000 (2019)  |
| Neuenhaus                      | NI   | Sternwarte Neuenhaus                                          | 10. Aug. 2005 | Fulldome-Eigenbau                                    | 5 m                  | 35    | konzentrisch   | 8.000 (2019)   |
| Nordenham                      | NI   | Planetarium Nordenham                                         | Sep. 1980     | Zeiss ZKP 1                                          | 6 m                  | 30    | konzentrisch   | 500 (2018)     |
| Nürnberg                       | BY   | Nicolaus-Copernicus-Planetarium                               | 11. Dez. 1961 | Zeiss Modell V / SkySkan DigitalSky                  | 18 m                 | 200   | konzentrisch   | 78.000 (2017)  |
| Osnabrück                      | NI   | Museum am Schölerberg                                         | 25. Aug. 1986 | Zeiss ZKP 4 / Sky-Skan DigitalSky                    | 8 m                  | 64    | konzentrisch   |                |
| Pfaffenhofen a. d. Ilm (mobil) | BY   | Mobiles Planetarium Wieck                                     | 1. März 2018  | Fulldome-Eigenbau, spiegellos, Laser.                | 5 und 8m             | 30/62 | variabel       | 10.000 (2024)  |
| Potsdam                        | BB   | URANIA-Planetarium Potsdam                                    | 15. Jan. 2007 | Zeiss ZKP 2 / Zeiss Uniview                          | 8 m                  | 46    | konzentrisch   | 12.000 (2017)  |
| Radebeul                       | SN   | Volkssternwarte „Adolph Diesterweg“                           | 3. Okt. 1969  | Zeiss ZKP 4 / Vioso Fulldome                         | 8 m                  | 60    | konzentrisch   | 20.000 (2014)  |
| Recklinghausen                 | NW   | Volkssternwarte Recklinghausen                                | 15. Okt. 1966 | Zeiss ZKP 2                                          | 8 m                  | 74    | konzentrisch   | 12.000 (2019)  |
| Rendsburg (mobil)              | SH   | Mobiles Planetarium Globus                                    | 2016          | Fulldome.pro DX2                                     | 6 m                  | 35    | variabel       |                |
| Reutlingen                     | BW   | Sternwarte Reutlingen                                         | 1967          | Goto E 5                                             | 4 m                  | 18    | konzentrisch   |                |
| Rostock                        | MV   | Astronomische Station „Tycho Brahe“                           | 28. Aug. 1965 | Zeiss ZKP 1 / Sureyyasoft                            | 6 m                  | 30    | konzentrisch   |                |
| Rodewisch                      | SN   | Sternwarte und Planetarium „Siegmund Jähn“ Rodewisch          | 14. Apr. 1985 | Zeiss ZKP 2 / Zeiss Uniview                          | 8 m                  | 60    | konzentrisch   | 19.000 (2019)  |
| Schkeuditz                     | SN   | Astronomisches Zentrum Schkeuditz                             | 13. Okt. 1978 | Zeiss ZKP 2                                          | 8 m                  | 60    | konzentrisch   | 6.000          |
| Schinkel (mobil)               | SH   | aiRstructures InfinityDome                                    | 2016          | Vioso Domemaster                                     | 15 m                 | 200   | variabel       |                |
| Schneeberg                     | SN   | Zeiss-Planetarium und Sternwarte Schneeberg                   | 26. Nov. 1976 | Zeiss ZKP 3 / Fulldome-Eigenbau                      | 8 m                  | 50    | konzentrisch   |                |
| Schwerin                       | MV   | Planetarium Schwerin                                          | 2. Okt. 1962  | Zeiss ZKP 2 / Fulldome-Eigenbau                      | 8 m                  | 51    | konzentrisch   | 8.000 (2017)   |
| Sessenbach                     | RP   | Sternwarte Sessenbach                                         | 2008          | Digitalis Digitarium Alpha 2                         | 5 m                  | 30    | konzentrisch   |                |
| Sessenbach (mobil)             | RP   | Sternwarte Sessenbach                                         | 2004          | Digitalis Digitarium Alpha 2                         | 5 m                  | 32    | variabel       |                |
| Solingen                       | NW   | Galileum Solingen                                             | 5. Juli 2019  | Goto Chronos II / RSA Cosmos InSpace                 | 12 m                 | 85    | unidirektional | 40.000 (2024)  |
| Stralsund                      | MV   | Planetarium der Hochschule Stralsund                          | 1954          | Zeiss ZKP 1                                          | 6 m                  | 25    | konzentrisch   |                |
| Streitheim                     | BY   | Volkssternwarte und Planetarium Streitheim                    | 1. Feb. 2015  | Zeiss ZKP 1                                          | 5 m                  | 30    | konzentrisch   |                |
| Stuttgart                      | BW   | Carl-Zeiss-Planetarium Stuttgart                              | 22. Apr. 1977 | Zeiss Universarium Modell IX / Zeiss Uniview         | 20 m                 | 270   | konzentrisch   | 154.000 (2023) |
| Suhl                           | TH   | Schul- und Volkssternwarte „Konstantin E. Ziolkowski“ Suhl    | 14. Juni 1969 | Zeiss ZKP 2 / Fulldome-Eigenbau                      | 8 m                  | 60    | konzentrisch   |                |
| Ursensollen                    | BY   | Planetarium mit Sternwarte Ursensollen                        | 12. Dez. 2019 | Sky-Skan DigitalSky                                  | 6,6 m (15° geneigt)  | 30    | unidirektional |                |
| Uslar                          | NI   | Planetarium Gut Steimke                                       | 9. Mai 2015   | Fulldome-Eigenbau                                    | 6 m                  | 32    | konzentrisch   |                |
| Wernigerode                    | ST   | Harzplanetarium Wernigerode                                   | 3. Okt. 1972  | Zeiss ZKP 1 / Fulldome-Eigenbau (Stellarium)         | 8 m                  | 70    | konzentrisch   | 3.000 (2016)   |
| Winzer                         | BY   | Sternwarte Winzer                                             | 2007          | Fulldome-Eigenbau (Stellarium)                       | 4 m                  | 17    | konzentrisch   |                |
| Wittenberg                     | ST   | Bildungszentrum Lindenfeld                                    | 1. Sep. 1987  | Zeiss ZKP 1                                          | 6 m                  | 35    | konzentrisch   |                |
| Wolfsburg                      | NI   | Planetarium Wolfsburg                                         | 1. Dez. 1983  | Zeiss ZMP Starmaster / Zeiss Uniview / E&S Digistar  | 15 m                 | 144   | konzentrisch   | 50.000 (2019)  |
| Zeulenroda (mobil)             | TH   | Universe Dimensions - SpaceScience Edutainment                | 1996          | Starlab FiberArc / ePlanetarium Discovery Dome       | 7 m                  | 60    | variabel       |                |
| Zwickau                        | SN   | Sternwarte und Planetarium Zwickau                            | 1984          | Zeiss ZKP 1                                          | 6 m                  | 30    | konzentrisch   |                |

## Geschlossene oder zerstörte Planetarien
Die Liste enthält Planetarien in Deutschland, die im Zweiten Weltkrieg zerstört oder aus anderen Gründen geschlossen wurden.
| Standort                 | Land | Einrichtung                         | Eröffnung     | Projektor-Typ            | ø (m) | Anzahl   | Schließung    |
| ------------------------ | ---- | ----------------------------------- | ------------- | ------------------------ | ----- | -------- | ------------- |
| Barmen (a) (Wuppertal)   | NW   | Planetarium Barmen                  | 18. Mai 1926  | Zeiss Modell II          | 24,7  | über 600 | 30. Mai 1943  |
| Bautzen                  | SN   | Schillerschule                      | 25. Mai 1964  | Zeiss ZKP 1              | –     | –        | 1981          |
| Berlin (a)               | BE   | Planetarium am Bahnhof Zoo          | 27. Nov. 1926 | Zeiss Modell II          | 25    | 420      | 1945          |
| Dresden                  | SN   | Städtisches Planetarium             | 24. Juli 1926 | Zeiss Modell II          | –     | –        | 1933          |
| Düsseldorf (a)           | NW   | Planetarium in der Rheinhalle       | 23. Mai 1926  | Zeiss Modell II          | –     | –        | 1943          |
| Freiburg im Breisgau (b) | BW   | Richard-Fehrenbach-Planetarium      | 14. März 1975 | Eigenbau                 | –     | 80       | 12. März 2002 |
| Halle (Saale) (c)        | ST   | Raumflug-Planetarium „Sigmund Jähn“ | 10. Nov. 1978 | Zeiss RFP-DP Spacemaster | 12,5  | 166      | 2013          |
| Hannover (a)             | NI   | Anzeiger-Hochhaus                   | 29. Apr. 1928 | Zeiss Modell II          | –     | –        | 28. März 1945 |
| Jena (d)                 | TH   | Carl-Zeiss AG (Fabrikgebäude)       | Aug. 1924     | Zeiss Modell I           | 16    | –        | Jan. 1926     |
| Kiel (b)                 | SH   | Fachhochschule im Knooper Weg       | 6. Jan. 1969  | Zeiss ZKP 2P Skymaster   | 6     | 35       | 15. Dez. 2002 |
| Leipzig (a)              | SN   | Planetarium am Zoo                  | 20. Mai 1926  | Zeiss Modell II          | –     | 600      | 4. Dez. 1943  |
| Leipzig                  | SN   | Planetarium im Zoo                  | 15. Mai 1992  | Zeiss ZKP 2P             | –     | –        | 31. März 1996 |
| Lindenthal               | SN   | Alfred-Kästner-Schule               | 1957          | Eigenbau                 | –     | –        | 1984          |
| Mannheim (a)             | BW   | Planetarium im Luisenpark           | 22. März 1927 | Zeiss Modell II          | 24,5  | 514      | 23. Sep. 1943 |
| München (e)              | BY   | Forum der Technik                   | 9. Dez. 1993  | Zeiss Modell VII         | 20    | 269      | 23. Feb. 2005 |
| München (d)              | BY   | Planetarium im Deutschen Museum     | 21. Okt. 1923 | Zeiss Modell I           | 9     | –        | Dez. 1923     |
| Nürnberg                 | BY   | Planetarium Nürnberg                | 10. Apr. 1927 | Zeiss Modell II          | 23    | –        | 1. Dez. 1933  |
| Potsdam (b)              | BB   | Urania-Planetarium                  | 1968          | Zeiss ZKP 2              | 8     | 50       | 20. Dez. 2006 |
| Senftenberg (f)          | BB   | Planetarium Senftenberg             | 10. Sep. 1966 | Zeiss ZKP 1              | 8     | 60       | 2015          |
| Stuttgart (a)            | BW   | Planetarium im Hindenburgbau        | 16. Mai 1928  | Zeiss Modell II          | –     | 500      | 1943          |
| Wustrow (g)              | MV   | Seefahrtschule                      | 1964          | Zeiss ZKP 2 Skymaster    | 6     | 24       | 1992          |

## Planetarien im Bau oder geplant
Obwohl der Förderkreis Planetarium Göttingen seit Mai 2015 in der Kulturscheune auf Gut Steimke bei Uslar das erste Planetarium in der Region Südniedersachsen betreibt, hat man die Pläne für einen „Science Dome“ in Göttingen nicht aufgegeben. Auftrieb erhielt das Projekt, als in Göttingen Pläne für ein Universitätsmuseum Forum Wissen im ehemaligen Naturhistorisches Museum der Universität Göttingen konkret wurden. Im ersten Bauabschnitt ist der „Science Dome“ allerdings nicht berücksichtigt.
Die 2002 gegründete Planetariumsgesellschaft Ostwestfalen-Lippe e. V., Paderborn, hat das Ziel, in Ostwestfalen-Lippe ein Planetarium zu errichten. Der Plan, einen Infotainment Dome mit Planetarium und Restaurant im Rietberger Gartenschaupark zu errichten, wurde im Dezember 2016 vom Rat der Stadt Rietberg wegen nicht erkennbarer Realisierungschancen abgelehnt.